# ガーンジーの行政区画
イギリスの王室属領ガーンジーは、ガーンジー島の10教区と5つの島々によって成り立つ。オルダニー島、サーク島は独自の法律を制定できるほど高度な自治権を持つが、他の3つの島は所有者がおり、前者とはまた違う仕組みである。

## 一覧
- ガーンジー島（Guernsey）
  1. カテル教区（Castel）
  2. フォレスト教区（Forest）
  3. セント・アンドリュー教区（Saint Andrew）
  4. セント・マーティン教区（Saint Martin）
  5. セント・ピーター・ポート教区（Saint Peter Port）
  6. セント・ピエール・デュ・ブア教区（Saint Pierre du Bois、セント・ピーターズ（Saint Peter's）とも）
  7. セント・サンプソン教区（Saint Sampson）
  8. セント・セイヴァー教区（Saint Saviour）
  9. トーテヴァル教区（Torteval）
  10. ヴェイル教区（Vale）

  - リウー島（Lihou）
  - ウーメッツ島（英語版）（Houmets）
  - ハーム島（Herm）：セント・ピーター・ポート教区に属する
    - ジェソー島 （Jethou）
    - クレヴィション島（英語版）（Crevichon）
    - ブレオン・タワー（英語版）（Bréhon Tower）
- オルダニー島（Alderney）：高度な自治権を所持
  - オータック島（英語版）（Ortac）
  - バーフー島（英語版）（Burhou）
  - カスケッツ島（英語版）（Les Casquets）
- サーク島（Sark）：高度な自治権を所持
  - ブレッシュ島（Brechou）